# Emiliano Lasa
Pour les articles homonymes, voir Lasa (homonymie).
Emiliano Lasa Sánchez (né le 25 janvier 1990 à Montevideo) est un athlète uruguayen, spécialiste du saut en longueur.

## Biographie
Emiliano Lasa est installé au Brésil et est entraîné par Nelio Moura, qui a notamment entraîné la championne olympique Maurren Maggi. Jeune, Emiliano Lasa exprime ses talents athlétiques en sprint, saut en longueur et triple saut.
En 2010, il établit en 15,04 m un nouveau record national, l'ancien datait de 1971.
En 2011, il délaisse le triple saut pour se concentrer sur la longueur. Au mois d'août, il bat le record d'Uruguay de la discipline avec un bond à 7,65 m, effaçant le précédent record que détenait Andrés Silva.
En octobre, il améliore son record en 7,81 m pour se qualifier en finale des Jeux panaméricains, qu'il termine à la sixième place.
Il fait progresser son record en 2013, avec une nouvelle meilleure marque à 7,88 m.
Début 2014, il continue, avec 7,90 m réalisés à São Paulo. Le 14 mars 2014 il remporte l'argent aux Jeux sud-américains avec 7,94 m, derrière le Panaméen Irving Saladino.
En février 2015, il franchit pour la première fois plus de 8 mètres, avec 8,03 m légèrement trop ventés (2,1 m/s). Puis en juin il bénéficie d'un vent favorable de 1,9 m/s pour établir son record à 8,09 m à Lima, pour remporter le titre de champion sud-américain.
Le 22 juillet il décroche la médaille de bronze aux Jeux panaméricains, derrière les Américains Jeff Henderson et Marquise Goodwin.
Le 20 mars 2016, Lasa se classe 7e des championnats du monde en salle de Portland avec un saut à 7,94 m , deux semaines après avoir amélioré son record national à São Bernardo do Campo avec un bond à 8,16 m synonyme de qualification pour les Jeux olympiques de Rio. Au mois de mai il est champion ibéro-américain grâce à un saut à 8,01 m. Le 7 juin, Lasa prend la 3e du Meeting de Montreuil avec un saut à 8,03 m (+ 0,5 m/s), derrière le Jamaïcain Damar Forbes (8,21 m) et le Polonais Adrian Strzalkowski (8,09 m). Aux Jeux olympiques il obtient la sixième place en effectuant un saut à 8,10 m. 
Le 5 août 2017, il termine 9e des championnats du monde de Londres avec 8,11 m.  Il est élu meilleur athlète uruguayen de la saison par le Comité Olympique Uruguayen.
Le 5 juin 2018, il remporte la médaille d'or des Jeux sud-américains de Cochabamba, en altitude, en améliorant son propre record national, pour le porter à 8,26 m (+ 0,7 m/s). Il remporte de nouveau, à l'issue de cette saison, le titre de sportif uruguayen de l'année.
En juillet 2024, il est nommé porte-drapeau de la délégation uruguayenne aux Jeux olympiques d'été de 2024 en compagnie de la taekwondoïste María Sara Grippoli (es).

## Palmarès
| Date | Compétition                    | Lieu             | Résultat | Marque  |
| ---- | ------------------------------ | ---------------- | -------- | ------- |
| 2014 | Jeux sud-américains            | Santiago         | 2e       | 7,94 m  |
| 2015 | Championnats d'Amérique du Sud | Lima             | 1er      | 8,09 m  |
| 2015 | Jeux panaméricains             | Toronto          | 3e       | 8,17 m  |
| 2016 | Championnats du monde en salle | Portland         | 7e       | 7,94 m  |
| 2016 | Championnats ibéro-américains  | Rio de Janeiro   | 1er      | 8,01 m  |
| 2016 | Jeux olympiques                | Rio de Janeiro   | 6e       | 8,10 m  |
| 2016 | Ligue de diamant               | Ligue de diamant | 6e       | détails |
| 2017 | Championnats d'Amérique du Sud | Luque            | 2e       | 7,89 m  |
| 2017 | Championnats du monde          | Londres          | 9e       | 8,11 m  |
| 2017 | Ligue de diamant               | Ligue de diamant | 6e       | 7,79 m  |
| 2018 | Championnats du monde en salle | Birmingham       | 12e      | 7,72 m  |
| 2018 | Jeux sud-américains            | Cochabamba       | 1er      | 8,26 m  |
| 2018 | Championnats ibéro-américains  | Trujillo         | 3e       | 7,79 m  |
| 2018 | Coupe continentale             | Ostrava          | 6e       | 7,73 m  |
| 2019 | Championnats d'Amérique du Sud | Lima             | 1er      | 7,76 m  |
| 2019 | Jeux panaméricains             | Lima             | 3e       | 7,87 m  |
| 2021 | Championnats d'Amérique du Sud | Guayaquil        | 2e       | 7,94 m  |
| 2022 | Championnats du monde en salle | Belgrade         | 6e       | 7,99 m  |
| 2023 | Championnats d'Amérique du Sud | São Paulo        | 1er      | 8,08 m  |
| 2024 | Championnats du monde en salle | Glasgow          | 10e      | 7,74 m  |
| 2024 | Championnats ibéro-américains  | Cuiabá           | 1er      | 7,98 m  |

## Records
| Épreuve          | Épreuve   | Marque       | Lieu          | Date            |
| ---------------- | --------- | ------------ | ------------- | --------------- |
| Saut en longueur | Plein air | 8,26 m (NR)  | Cochabamba    | 5 juin 2018     |
| Saut en longueur | En salle  | 8,10 m (NR)  | Cochabamba    | 20 février 2022 |
| Triple saut      | Plein air | 15,08 m (NR) | Mar del Plata | 7 novembre 2010 |